# Let Me Ride
«Let Me Ride» — пісня американського репера та продюсера Dr. Dre, випущена 13 вересня 1993 року на Death Row, Interscope та Priority Records як третій і останній сингл з його дебютного студійного альбому The Chronic. У пісні звучить вокал Ruben і Jewell, а також Snoop Dogg.
Пісня мала помірний успіх у чартах, поки не стала масовим хітом, коли Дре отримав премію «Греммі» за найкраще сольне реп-виконання за цю пісню під час церемонії вручення премії «Греммі» в 1994 році.
Приспів «Let Me Ride» містить як семпл, так і інтерполяцію приспіву пісні Parliament «Mothership Connection (Star Child)» 1976 року, яка сама цитує спіричуел «Swing Down Sweet Chariot». «Let Me Ride» також містить семпли «Funky Drummer» Джеймса Брауна та «Kissing My Love» Білла Візерса 1973 року.

## Музичне відео
Супровідне музичне відео на пісню було знято на Слосон-авеню в Лос-Анджелесі, а режисером став сам Dr. Dre. Це друге культове відео лоурайдерів про кінематографічну «прогулянку життя» Дре, яке було номіновано на премію MTV Video Music Awards як найкраще реп-відео в тому ж році. У кліпі також є епізодична поява Ice Cube, який виходить з жіночої ванної кімнати, кажучи: «Блін, це був хороший день», маючи на увазі свій однойменний сингл сингл 1992 року. Це ознаменувало завершення конфлікту між Дре та К'юбом, після того як Айс К'юб пішов з N.W.A. Також в епізодичних ролях з'явилися Warren G (зведений брат Дре), The D.O.C., The Lady of Rage, співзасновник Death Row Records Шуг Найт, продюсер Боніта «Бо» Мані та актриса Джада Пінкетт-Сміт. 
У відео є поява Chevrolet Impala 1964 року, який використовувався в багатьох інших відео Доктора Дре та Снуп Догга.

## Ремікс
Офіційний ремікс пісні містить куплети від Snoop Dogg і Daz Dillinger, а також виступ Джорджа Клінтона. Він був записаний одночасно з оригінальною версією та був випущений на 12-дюймовому вінілі. Повна версія реміксу триває 11 хвилин. Пізніше біт був перероблений як ремікс G-Funk, а інструментальна частина була використана для туру Up In Smoke Tour у 2000 році.

## Список композицій
- CD-сингл

1. "Let Me Ride" (Radio Mix) - 4:22
2. "Let Me Ride" (Extended Club Mix) - 11:01
3. "One Eight Seven" - 4:18

- 12" вініл

1. "Let Me Ride" (Extended Club Mix) - 11:01
2. "Let Me Ride" (Radio Mix) - 4:22
3. "One Eight Seven" - 4:18

- US 12" вініл

1. "Let Me Ride" (Extended Club Mix) - 11:01
2. "Let Me Ride" (Radio Mix) - 4:22
3. "Let Me Ride" (LP Version) - 4:47

- Аудіокасета

1. "Let Me Ride" (Radio Mix) - 4:22
2. "Let Me Ride" (Extended Club Mix) - 11:01

## Чарти
| Чарт (1993)                             | Пікова позиція |
| --------------------------------------- | -------------- |
| США (Billboard Hot 100)                 | 34             |
| США (Hot R&B/Hip-Hop Songs) (Billboard) | 3              |
| США (Rap Songs) (Billboard)             | 3              |
| США (Rhythmic) (Billboard)              | 1              |
| США Cash Box Top 100                    | 31             |

## Нагороди та номінації
| Рік  | Церемонія | Нагорода                      | Результат |
| ---- | --------- | ----------------------------- | --------- |
| 1994 | «Греммі»  | Найкраще сольне реп-виконання | Перемога  |